# Cayetano Ramo de San Juan Bautista

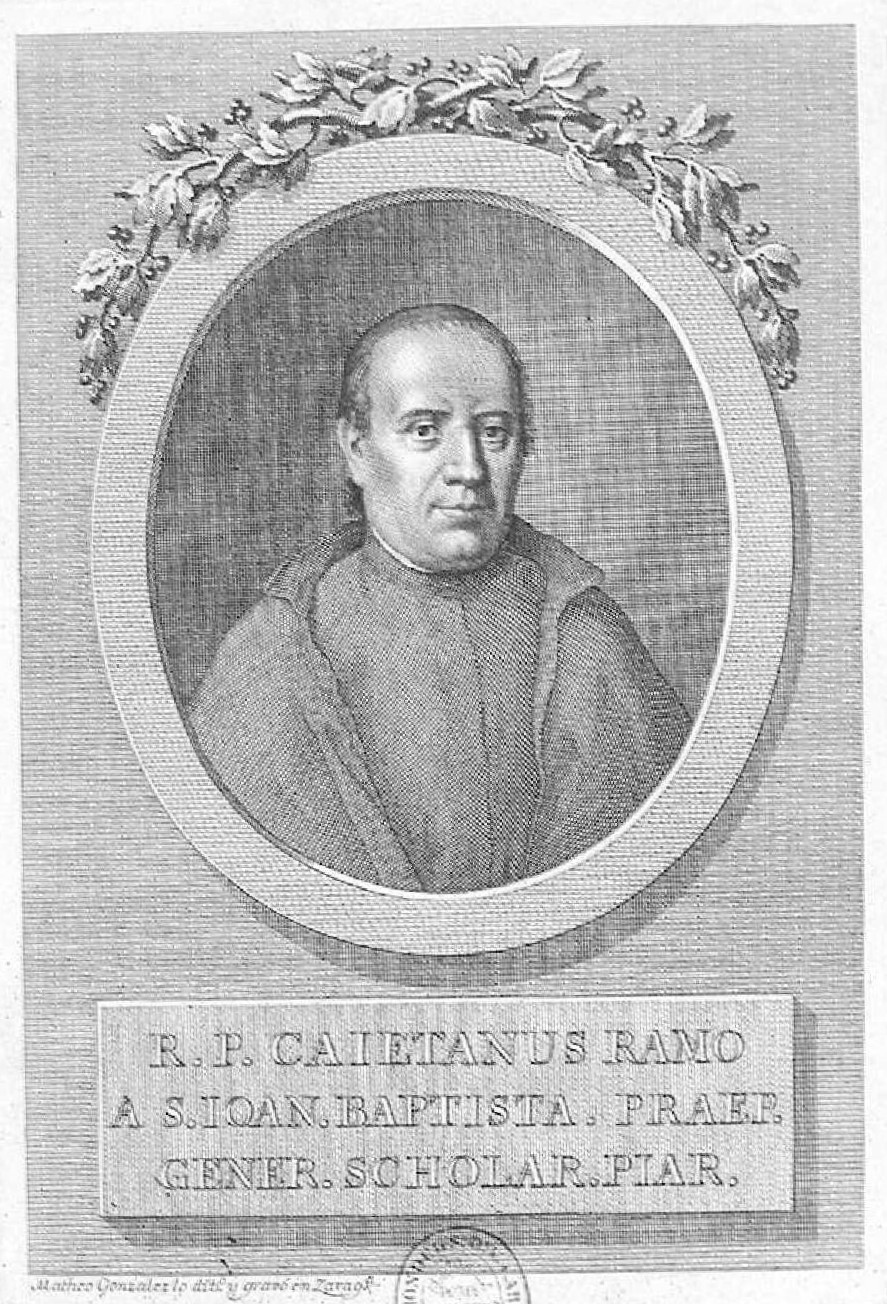
Retrato de Cayetano Ramo de San Juan Bautista, grabado de Mateo González Labrador, después de 1772. Biblioteca Nacional de España

Cayetano Ramo de San Juan Bautista (Lechago, 11 de septiembre de 1713-Zaragoza, 3 de julio de 1795), religioso escolapio español, autor de un célebre catecismo o compendio de la doctrina cristina muchas veces reeditado: 
Explicación de la doctrina christiana según el methodo con que la enseñan los Padres de las Escuelas Pías a los Niños, que frecuentan sus escuelas. Dispuesta en forma de diálogo entre Maestro y Discípulo por el padre Cayetano de S. Juan Bautista, sacerdote de dichas Escuelas Pías.

## Biografía
Natural de Lechago en la comarca del Jiloca (Teruel), nació el 11 de septiembre de 1713 en el seno de una modesta familia de labradores y estudió en el colegio escolapio de Tramacastilla. En 1729 ingresó en el noviciado que tenía la orden en Barbastro. Hizo la profesión un año más tarde. Compatibilizó los estudios de teología con la docencia de latín y gramática antes de ordenarse sacerdote con veinticuatro años. Tres años después era rector del colegio de Alcañiz. En 1751 fue, por un breve periodo, rector de las Escuelas Pías de San Fernando de Madrid, pero inmediatamente retornó a Aragón donde asumió el vicerrectorado del colegio escolapio de Zaragoza, del que era rector el padre Antonio Porquet, siendo nombrado rector del mismo en 1754, tras asistir en Roma al Capítulo General. Entre sus ocupaciones como educador se encargó de la corrección y anotación de los textos de autores latinos empleados como apoyo a las enseñanzas impartidas en los colegios de las Escuelas Pías de Aragón. De 1757 a 1760, fue provincial de Aragón. En 1767 organizó las fiestas con que la ciudad y el colegio de Zaragoza del que nuevamente era rector celebraron la canonización de san José de Calasanz. Siendo de nuevo provincial de Aragón, en 1772 asistió en Roma al Capítulo General de la orden del que salió elegido prepósito general para un mandato de doce años, hasta 1784. Los años de su generalato, coincidentes con la supresión de la Compañía de Jesús, conocieron un impulso de la orden especialmente en Centroeuropa y la apertura de nuevos colegios, llenando los huecos dejados por los clausurados de los jesuitas. También a su etapa de gobierno corresponde la publicación de unas constituciones de la orden, actualizando y completando las de su fundador, san José de Calasanz.
Su catecismo, del que se hizo una primera edición de tres mil ejemplares en Zaragoza en 1759, reimpreso varias veces en la misma ciudad, y reeditado antes de terminar el siglo en Madrid en la imprenta de Manuel Martín en 1763, 1768 y 1778, y en Pamplona por José Longás en 1780 y 1791, pretendía acomodar la enseñanza de la doctrina cristiana al nivel de niños y párvulos, misión a la que se consagraba la orden, como explicaba el impresor de la edición madrileña de 1763 en su presentación al lector:

Esta obrita, Explicación de la Doctrina Christiana [...] es la misma que los Reverendos Padres de las Escuelas Pías, destinados por Dios a este tan grande fin, enseñan y explican en sus Escuelas a los Niños, y presentan a la conveniencia de la gente adulta [...] Dice lo que es necesario; con tal claridad y viveza, que según parece no hay más que desear; y omite con feliz destreza en lo que no es tan importante detenerse, por conducir más a los Theologos, que a los parvulitos de Christo, cuya capacidad solo digiere las cosas más fáciles, y desmenuzadas.

Junto a esta dedicación principal a la enseñanza y el gobierno de su orden, Cayetano de San Juan Bautista fue también predicador y dio a luz algunos de sus sermones pronunciados en ocasiones solemnes, como la Oración fúnebre que en las reales exequias que la muy noble y leal ciudad de Alcañiz celebró a la feliz memoria de su Rey y señor Don Phelipe V, o la Oración panegyrica que en los solemnes cultos, con que a su protectora, y patrona Santa Bárbara Virgen, y mártyr, obsequió el muy ilustre Cuerpo de Artillería, en la iglesia de S. Phelipe de Zaragoza, en el día 4 de diciembre de 1755 En Zaragoza, en la Imprenta del Rey nuestro Señor [1755], de la que hay ejemplar en la Biblioteca Nacional de España.
Falleció en Zaragoza el 3 de julio de 1795, a causa de una gangrena provocada por escorbuto.